# (620057) 2005 CG81
(620057) 2005 CG81 est un objet transneptunien du disque des objets épars.

## Caractéristiques
2005 CG81 mesure environ 200 km de diamètre.